# Jean Grivel
Jean Grivel, Herr von Perrigny, Fontaine etc. (* 15. März 1560 in Lons-le-Saunier; † 14. Oktober 1624 in Brüssel) war ein burgundischer Rechtsgelehrter.

## Leben
Jean Grivel entstammte einer altadligen Familie der ehemaligen Franche-Comté. Er studierte Jurisprudenz und wurde Doktor der Rechte. In der Folge war er Anwalt des Parlaments zu Dole und seit 1599 Rat desselben Parlaments. 1608 ging er als Staatsrat des Erzherzogs Albrecht und dessen Gattin Isabella nach Brüssel. Nach dem Tod von Jean Richardot 1609 übernahm er die Leitung der Staatsgeschäfte in Burgund. Er starb am 14. Oktober 1624 im Alter von 64 Jahren in Brüssel und wurde in der Kirche Saint-Gery beigesetzt.
Den Rechtsgelehrten war Grivel vorzüglich durch seine Decisiones celeberrimi Sequanorum senatus Dolani bekannt, die er 1618 in Antwerpen herausgab. Die zweite (wahrscheinlich von seinem Sohn Claudius Grivel, Assessor im Parlament von Dole, besorgte) Ausgabe erschien 1631 in Genf sowie 1660 in einer Neuauflage. Gerühmt wurden an diesem Werk sowohl der gute lateinische Stil und die Gelehrsamkeit des Verfassers, als auch die Anordnung des Inhalts und die Deutlichkeit des Vortrags. Es gewähre vorzüglich den Nutzen, die Rechtsgebräuche und Gewohnheiten des Landes kennenzulernen.
Wie geschätzt diese Dezisionen waren, beweist der Umstand, dass noch ein Urenkel des Verfassers eine neue Ausgabe veranstaltete. Es stand ihm in dem Nachlass des Verfassers reiches Material zur Verfügung. Der Text der früheren Ausgaben, die 150 Dezisionen enthielten, wurde nach den Aufzeichnungen des Verfassers berichtigt und um 42 andere Dezisionen nebst drei Bescheiden vermehrt. Vermutlich waren die neu aufgenommenen Dezisionen einer anderen ähnlichen Sammlung, Opus Decisionum Concilii privati, entnommen, deren Veröffentlichung Jean Grivel seinem Sohn testamentarisch ausdrücklich untersagt hatte. Diese Neuausgabe erschien in der bischöflichen Druckerei von Jean-Baptiste Ogé unter dem Titel Decisiones celeberrimi Sequanorum Senatus Dolani, in quibus multa tum ad theoriam juris … (Dijon 1731).